# Artiom Primak
Artiom Primak (ur. 14 stycznia 1993) – rosyjski lekkoatleta specjalizujący się w trójskoku oraz skoku w dal. 
W 2012 sięgnął w Barcelonie po wicemistrzostwo świata juniorów w trójskoku. Złoty medalista mistrzostw Rosji w kategorii juniorów młodszych, juniorów, młodzieżowców oraz seniorów.
Rekordy życiowe: trójskok – 17,17 (29 lipca 2017, Żukowskij); skok w dal (stadion) – 8,22 (29 lipca 2017, Żukowskij); skok w dal (hala) – 8,21 (21 lutego 2017, Moskwa). 

## Osiągnięcia
| Rok  | Impreza                        | Miejsce   | Konkurencja | Pozycja    | Wynik |
| ---- | ------------------------------ | --------- | ----------- | ---------- | ----- |
| 2012 | Mistrzostwa świata juniorów    | Barcelona | trójskok    | 2. miejsce | 16,60 |
| 2013 | Młodzieżowe mistrzostwa Europy | Tampere   | trójskok    | 3. miejsce | 16,49 |